# Meczet Azimowa w Kazaniu
Meczet Azimowa w Kazaniu (ros. Азимовская мечеть) – meczet z 2. połowy XIX wieku w Kazaniu, w historycznej dzielnicy Staraja Tatarskaja Słoboda (İske Bistä), przy ul. Fatkułlina 15, zabytek o znaczeniu federalnym.

## Historia
Na miejscu dzisiejszej świątyni pierwotnie znajdował się drewniany meczet bez minaretu z 1804 roku, z którego korzystali pracownicy zatrudnieni w fabrykach mydła. Drugą świątynią w tym miejscu był drewniany meczet z minaretem wzniesiony w 1851 roku przez kupca Mustafę Azimowa. Obecny meczet wzniósł jego syn, Murtaza Azimow; budowa rozpoczęła się w 1887 roku, zakończono ją w 1890 roku. W czasach rządów komunistycznych meczet zamknięto w 1930 roku, po czym urządzono w nim szkołę dla kinooperatorów, a od schyłku lat 50 XX w. był wykorzystywany jako kino. Piwnice meczetu przeznaczono na cele mieszkalne. Świątynia została zwrócona wiernym w 1989 roku, w efekcie czego przeprowadzono renowację elewacji i rekonstrukcję wnętrz pod kierownictwem Rafika Bilałowa w 1992 roku. Meczet wpisano do rejestru zabytków o znaczeniu federalnym.

## Architektura
Autor projektu świątyni nie jest znany. Wzniesiono ją w stylu narodowo-romantycznego eklektyzmu. Świątynia murowana z cegły, podpiwniczona; obecnie pomalowana na bladozielono, w czasach sowieckich na czerwono. Wnętrze składa się z dwóch sal. Wnętrze zdobią motywy wschodniomuzułmańskie.
Minaret postawiony od strony północnej na osobnym fundamencie, trzypoziomowy, o wysokości 51 m, z drewnianymi schodami. Na szczycie minaretu umieszczono heksagram, tzw. pieczęć Sulejmana (zob. gwiazda Dawida).
Przy meczecie znajduje się dom mułły; świątynię otacza okazałe ogrodzenie.

## Galeria

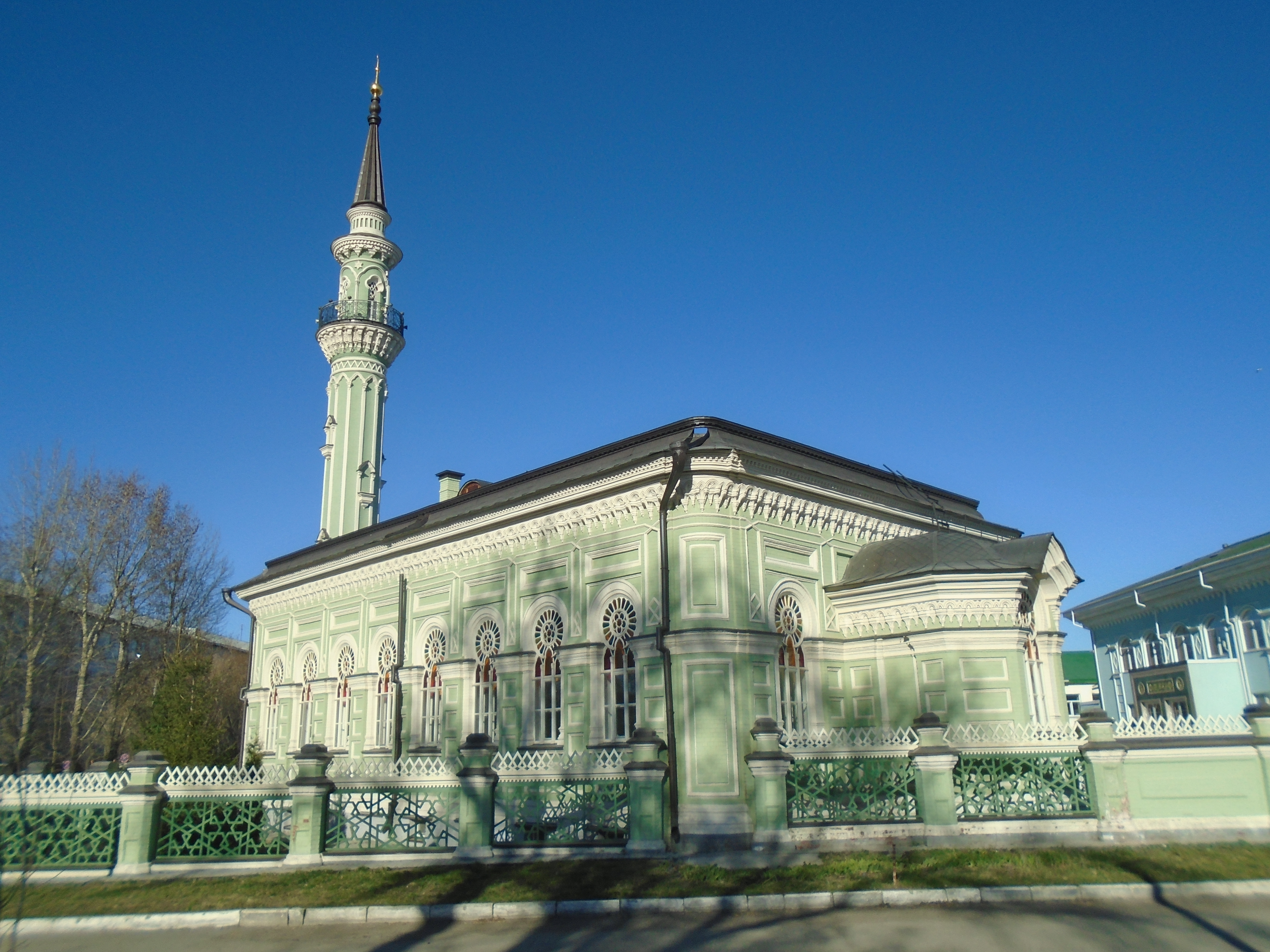
Widok z południowego zachodu (2023)
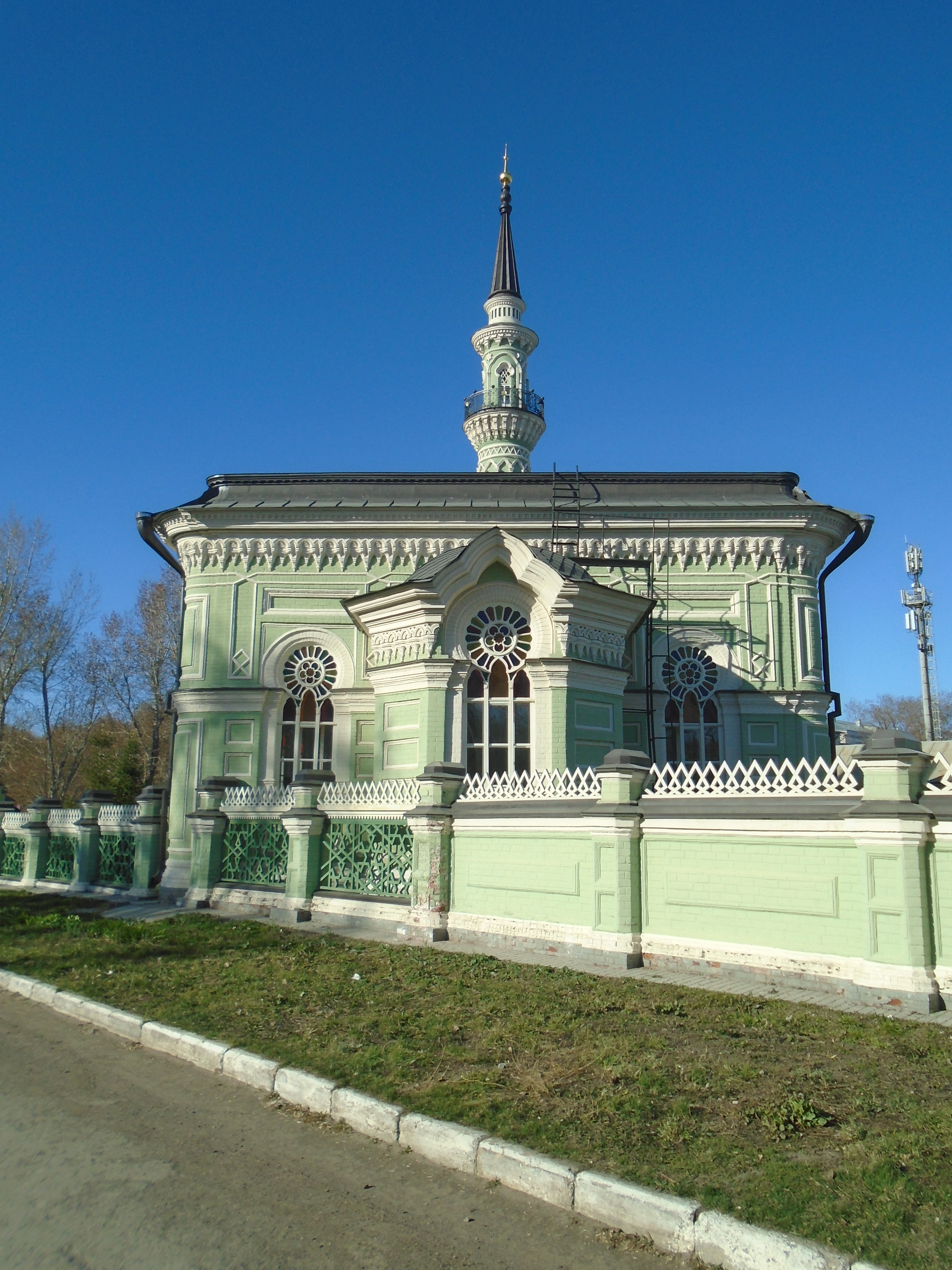
Widok z południa (2023)
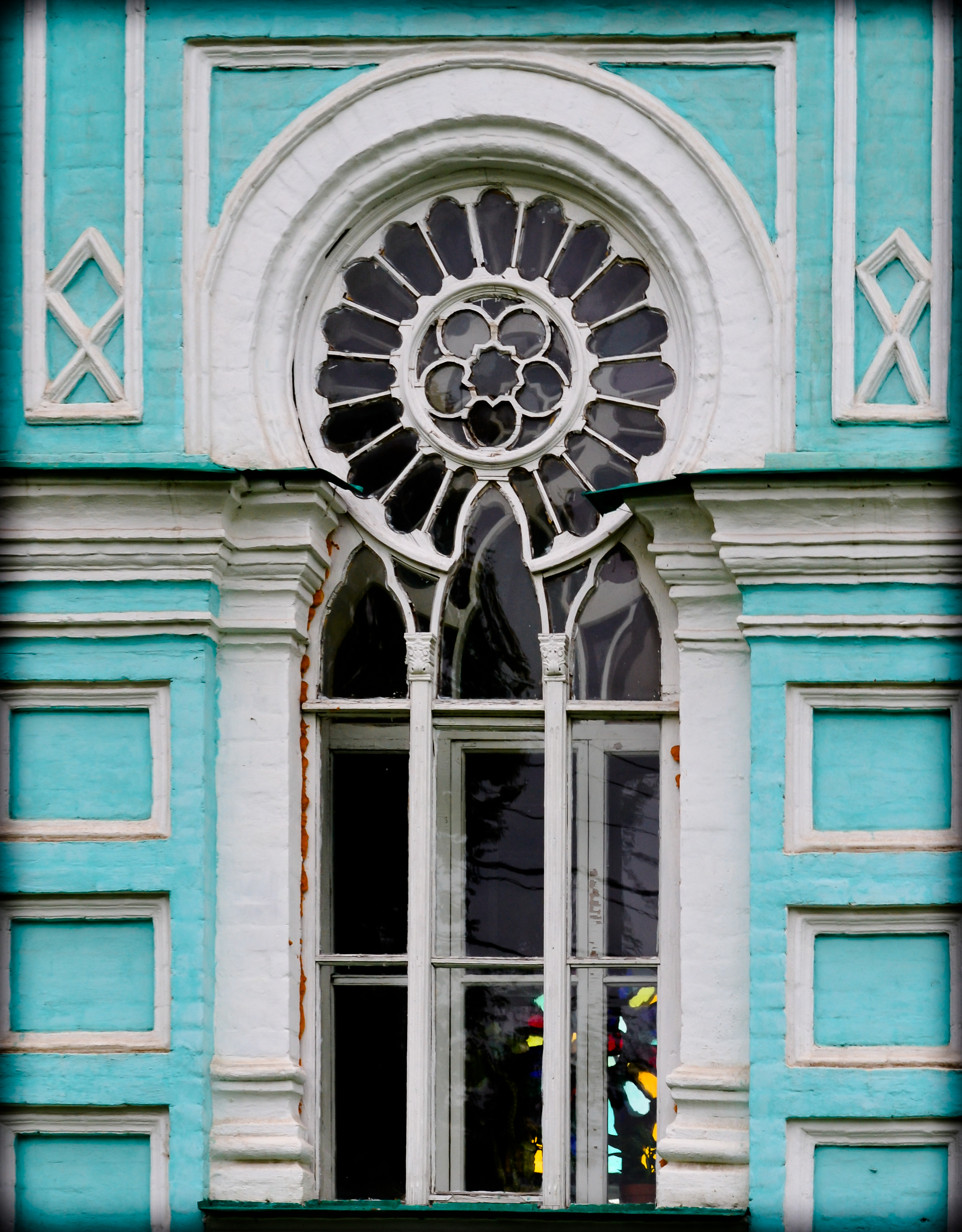
Okno (2011)
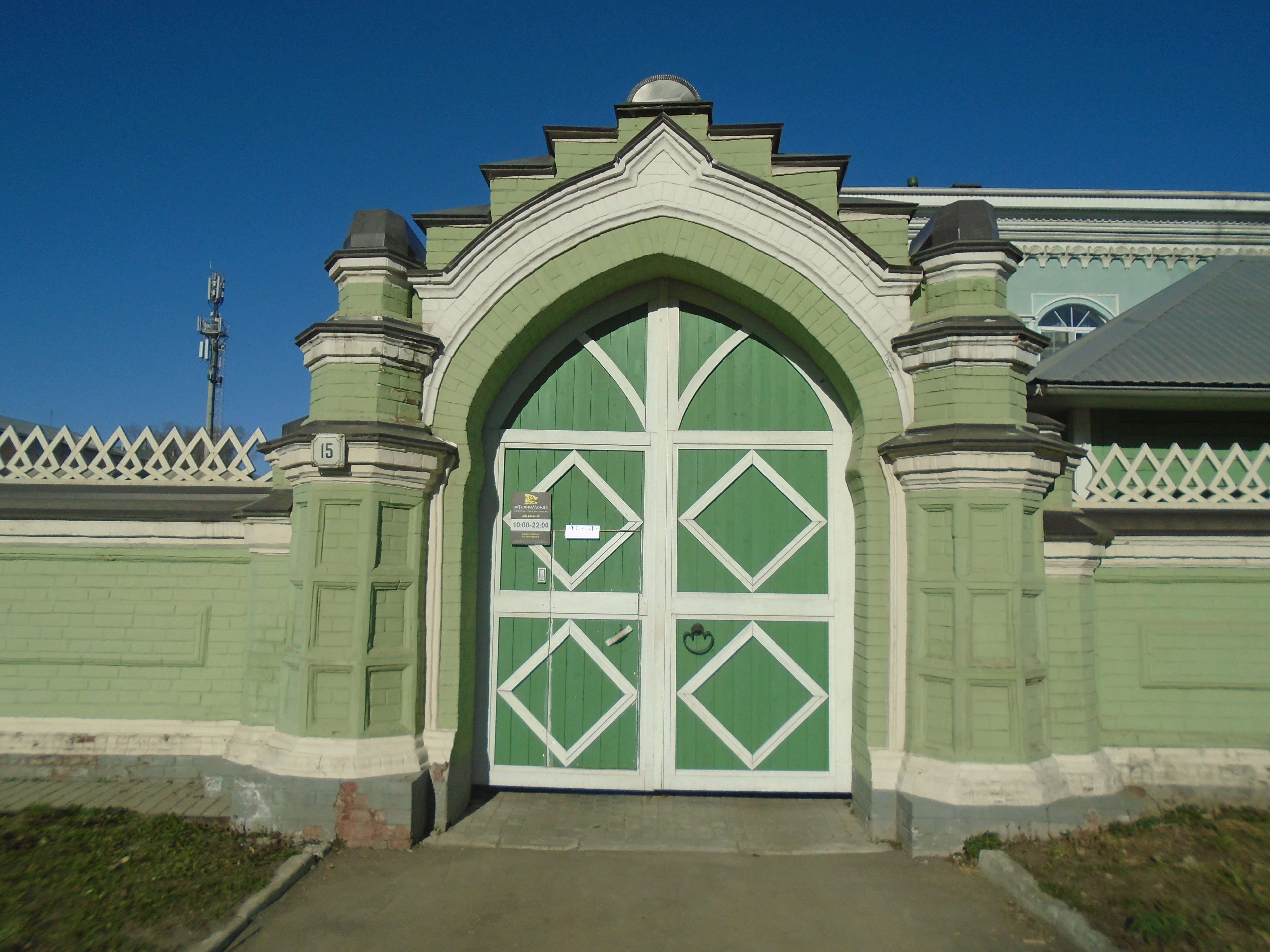
Brama w ogrodzeniu (2023)
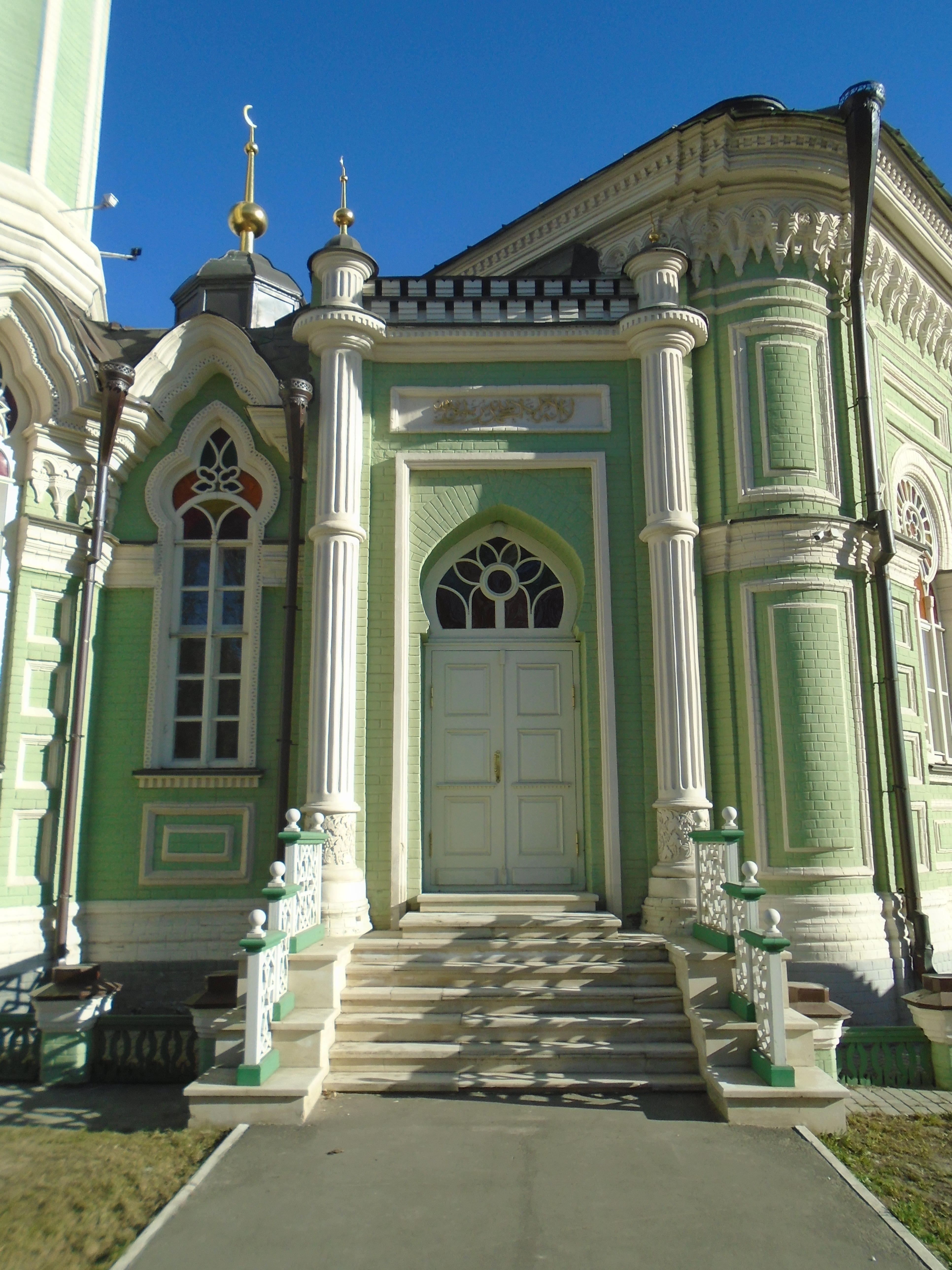
Wejście (2023)
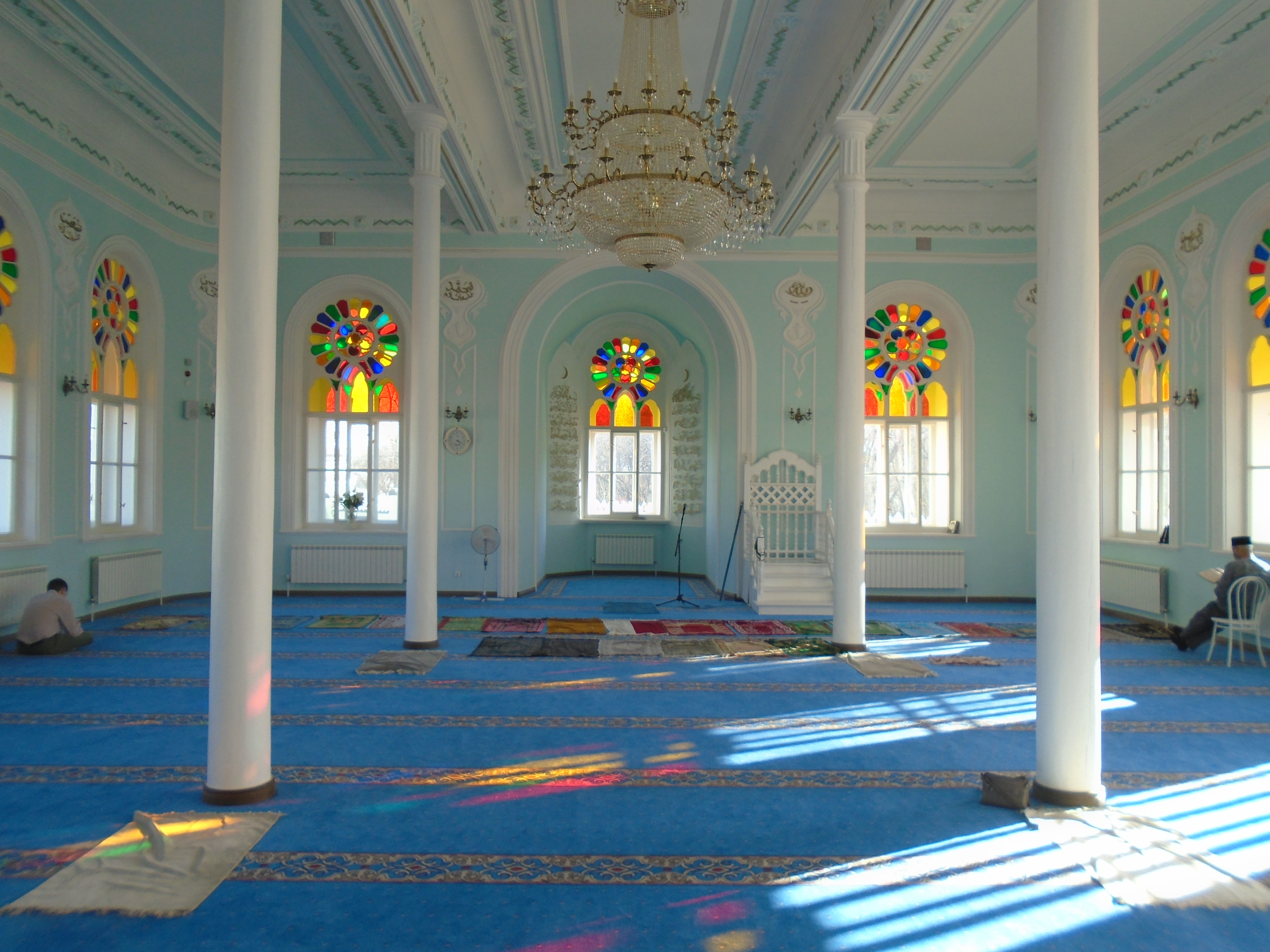
Wnętrze (2023)
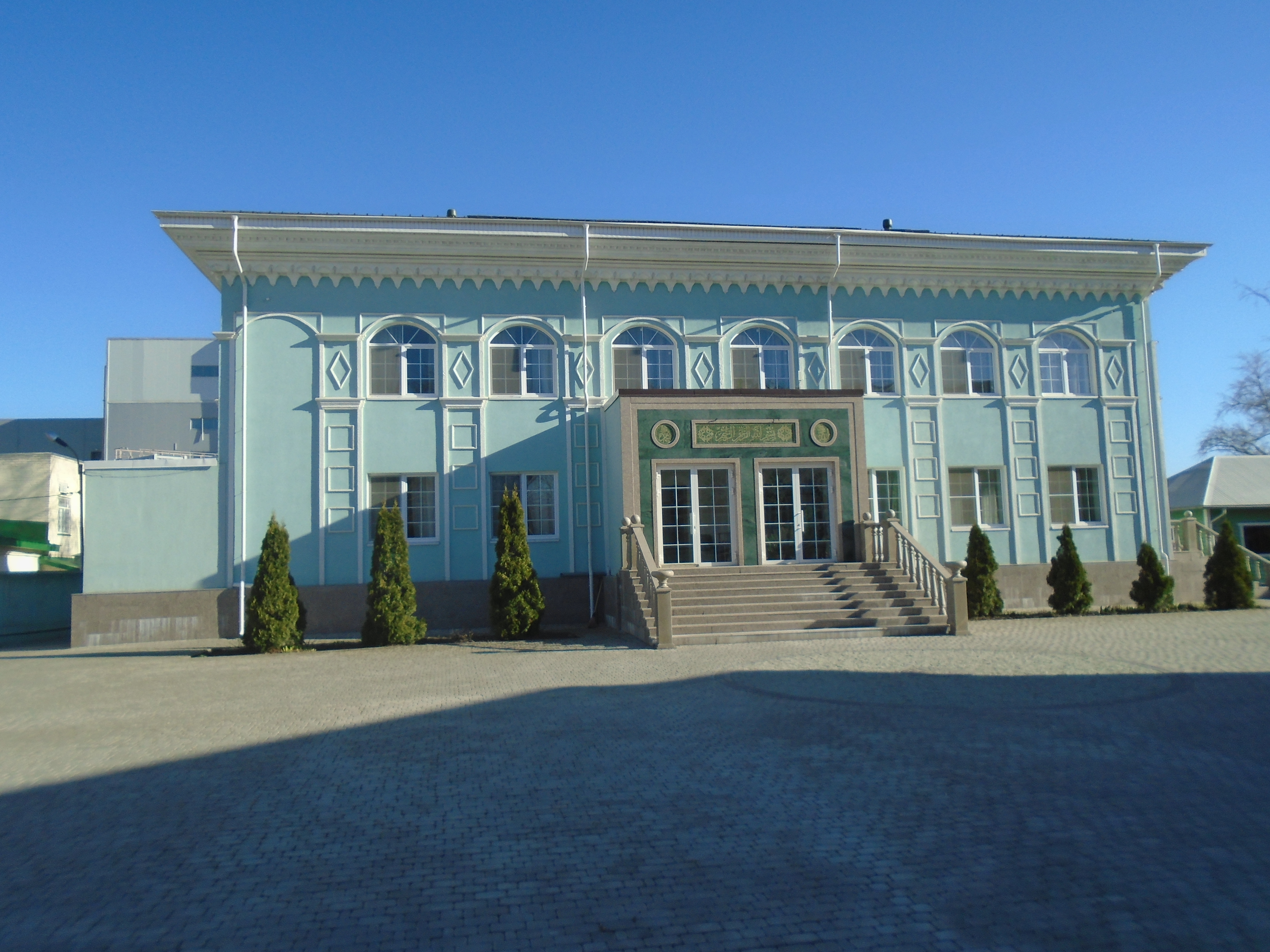
Medresa (2023)
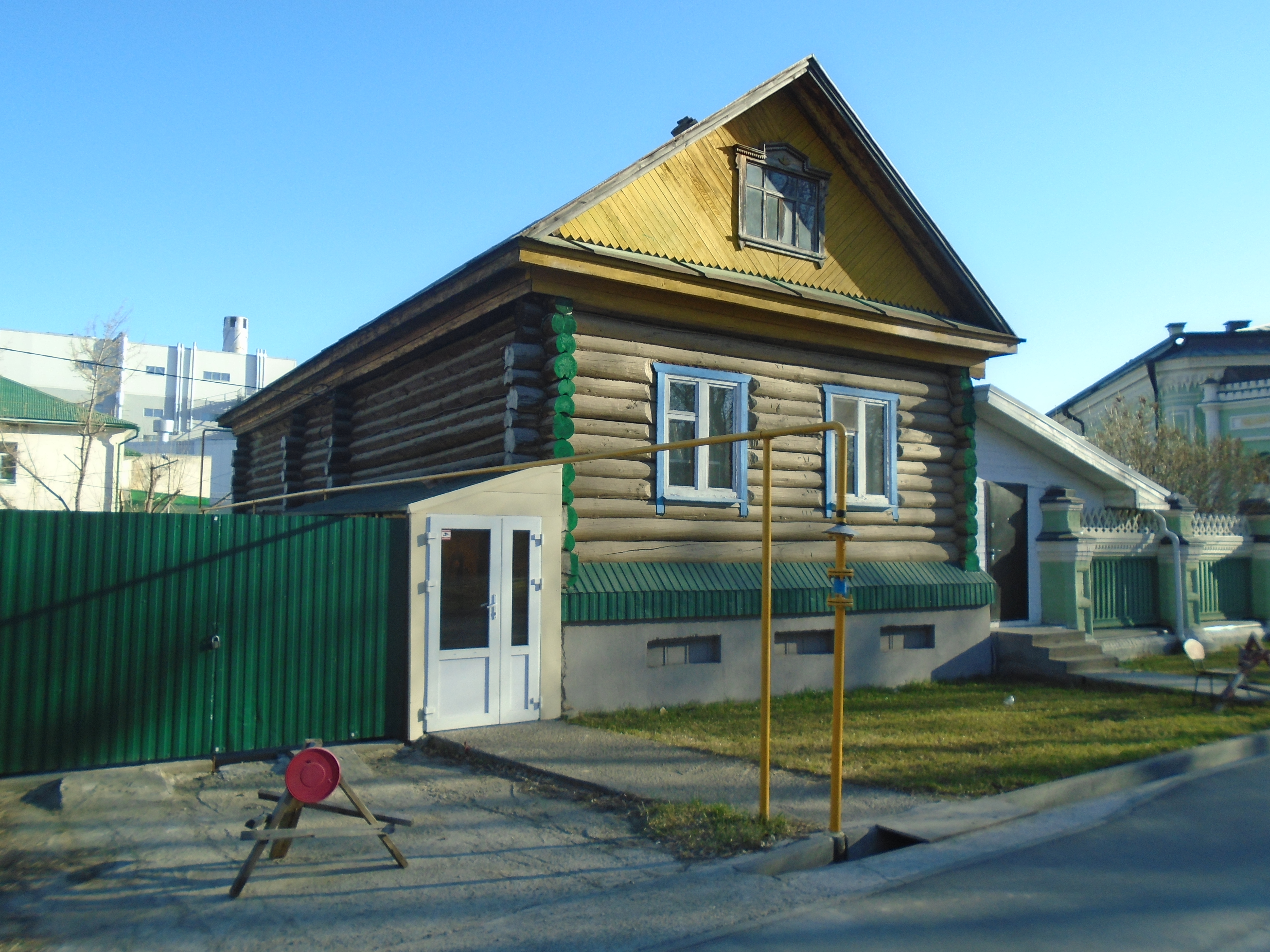
Dom mułły (2023)